# 33382 Indranidas
33382 Indranidas è un asteroide della fascia principale. Scoperto nel 1999, presenta un'orbita caratterizzata da un semiasse maggiore pari a 2,3952971 UA e da un'eccentricità di 0,1376521, inclinata di 4,12532° rispetto all'eclittica.